# Abies homolepis
Abies homolepis (ялиця Нікко) — вид ялиць родини соснових.

## Поширення, екологія
Країни поширення: Японія (Хонсю, Кюсю, Сікоку). Це один з видів високих гір у центральній частині Японських островів Хонсю, Кюсю і Сікоку. На півдні росте від 1100 м до 1800 м над рівнем моря, на Хонсю між 700 м і 2000 м. Ґрунти середньо-вологі, отримані з вулканічних порід і звичайно добре дреновані. Клімат прохолодний і вологий. Утворює чисті поселення, або росте в суміші з Abies veitchii та / або Larix kaempferi, але на більш низьких висотах росте в змішаних хвойно-листяних лісах, з, наприклад, Fagus crenata, Quercus crispula, Betula grossa, Tsuga diversifolia, Thuja standishii, Pinus densiflora. Abies firma замінює А. homolepis нижче 1100 метрів.

## Морфологія
Пірамідальне дерево 25–40 м висотою, 1–5 м в обхваті, з горизонтальними гілками. Кора сірувато-коричнева. Бруньки конічні, частково приховані листям, шоколадно-коричневі з білою смолою, 10–14 мм в діаметрі. Листки блискучі темно-зелені зверху, блакитно-білі знизу, 1–3 см в довжину і 2–2,5 мм ширину, верхівки тупі або розщеплені. Чоловічі стробіли яйцеподібні, жовтувато-зелені, тичинки темно-фіолетовий, 1,4 см довжиною і 7 мм завширшки. Жіночі шишки циліндричні, вершини округлі, смолисті, колір спочатку темно-фіолетовий потім коричневий, 7–10 см в довжину і 3–4 см завширшки. Насіння сірувате, 1,8 см довжиною.

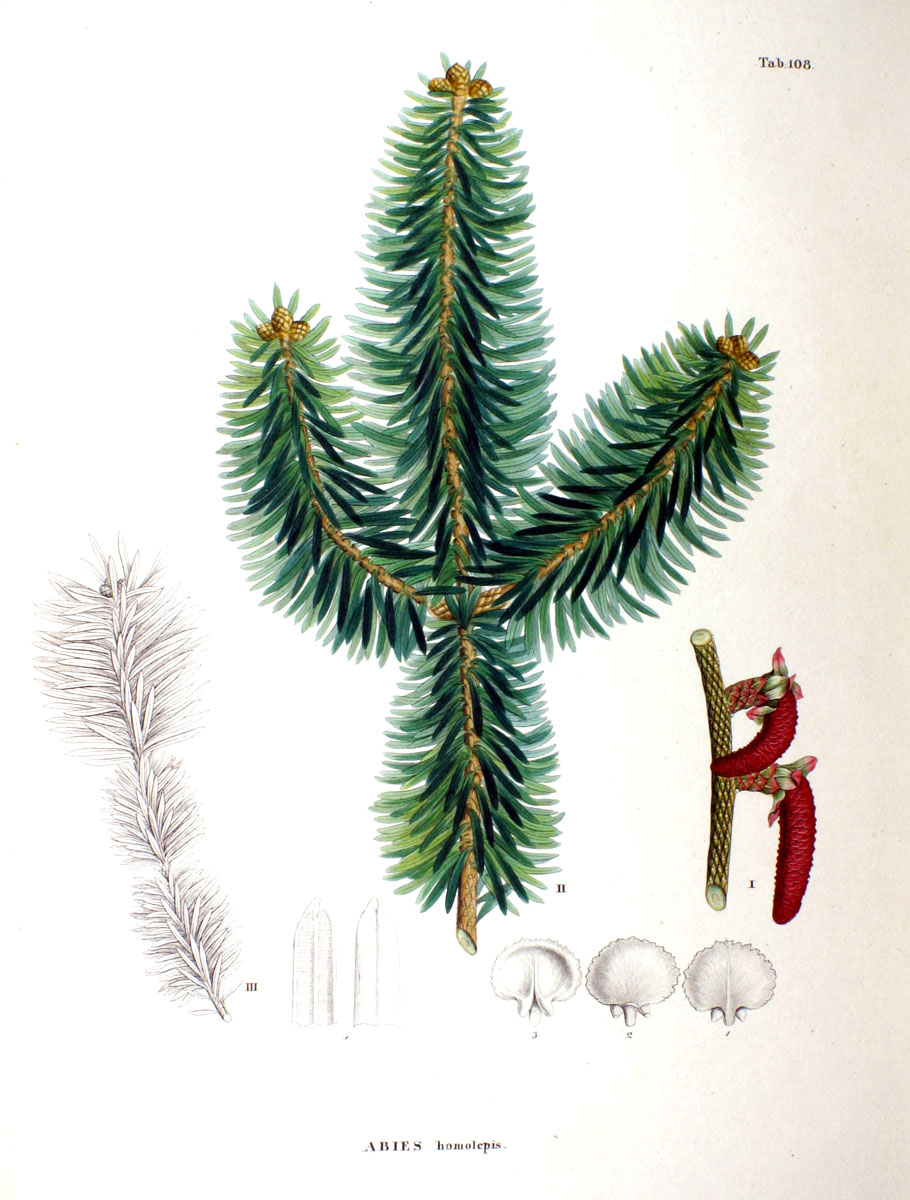
Ілюстрація гілки з пилковою шишкою
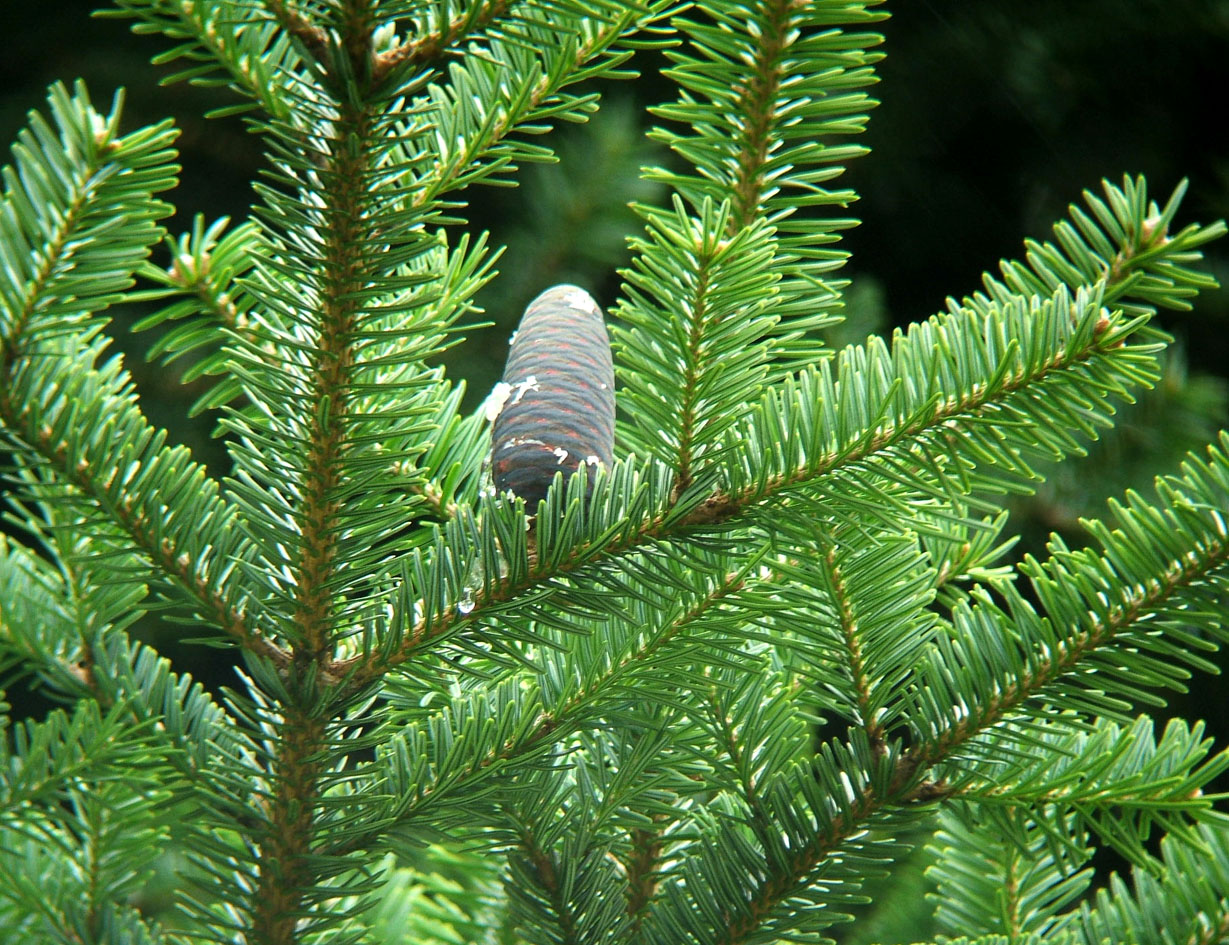
Гілка з насіннєвою шишкою

## Використання
Не є важливим деревом деревини бо діапазон обмежений, і росте на великих висотах. Саджається як декоративне дерево в Японії, а також в Європі, де A. homolepis є одним з найменш вимогливих видів роду. Кілька сортів відомі в Японії, а також у Європі (незалежно отримані), в основному це карликові форми, які підходять для японських садів або рокаріїв (кам'яних садів).

## Загрози та охорона
Оскільки значення як деревини низьке є багато відносно великих субпопуляцій в центральній частині Хонсю. Проте, Cervus nippon є серйозною проблемою, зменшуючи регенерацію, а іноді й вбиваючи великі дерева через здирання кори. Більшість місць зростання виду в даний час принаймні, захищені від рубок.